# Момент истины (фильм, 2020)
«Момент истины» (англ. Last Moment of Clarity) — американский неонуарный триллер 2020 года, который был снят Джеймсом и Колином Криссэлами в их режиссёрском дебюте и по их собственному сценарию. В ролях Самара Уивинг, Карли Чайкин, Зак Эйвери и Брайан Кокс.
Фильм был выпущен 19 мая 2020 года компанией Lionsgate.
Картина вышла под слоганом: «Те, кого мы теряем, никуда не уходят».

## Сюжет
На глазах у Сэма, гангстеры убивают его девушку Джорджию, которой он хотел сделать предложение выйти за него замуж. Обременённый горем, он прячется от убийц в Париже, где отныне должен влачить жалкое существование. Единственной его радостью являются частые посещения кино.
Три года спустя, на киноэкране он узнаёт свою возлюбленную в образе знаменитой голливудской актрисы Джорджии. Одержимый прошлой любовью и преисполненный решимости докопаться до истины, Сэм, желая узнать всю правду, чего бы это ему ни стоило, возвращается в Лос-Анджелес, где он вновь попадает в поле зрения мафии.

## В ролях
- Зак Эйвери — Сэм
- Брайан Кокс — Жиль
- Удо Кир — Айвэн
- Самара Уивинг — Джорджия
- Карли Чайкин — Кэт
- Хэл Озсан — Винс
- Паша Д. Лычников — Карл
- Алекс Фернандес — Билл Райс
- Карл Э. Ландлер — Пьер

## Производство
В феврале 2018 года было объявлено, что Самара Уивинг, Карли Чайкин, Зак Эйвери, Брайан Кокс, Удо Кир и Хэл Озсан присоединятся к актёрскому составу фильма, а Джеймс и Колин Крисель станут режиссёрами по написанному ими сценарию.
Основные съемки начались в феврале 2018 года в Норфолке, штат Виргиния.